# 文徳 (唐)
文徳（ぶんとく）は、中国・唐代僖宗の治世で用いられた元号。888年2月 - 12月。

## 西暦・干支との対照表
| 文徳 | 元年  |
| 西暦 | 888年 |
| 干支 | 戊申  |